# Скопље 2014
Скопље 2014 (мкд. Скопје 2014) је пројекат, финансиран углавном од стране Владе Северне Македоније, чији је циљ да се главном граду Скопљу да класичнији изглед до 2014. године. Пројекат је покренут 2010. године, а састоји се углавном од изградње музеја и владиних зграда, те подизања споменика познатијим историјским личностима из македонске историје. До краја пројекта планира се изградња око 20 зграда и преко 40 споменика.
Пројекат је подвргнут критици због изградње објеката у стилу националистичког историцистичког кича. Скопље 2014 је такође и предмет контроверзе због великих новчаних издатака, који се процењују између 80 до 680 милиона евра.

## Позадина
Земљотрес у Скопљу 1963. године уништио је око 80% града, укључујући већину неокласичних зграда у центру. Нове зграде након земљотреса биле су изграђене углавном у стилу модерне. Главно оправдање владе за нужност пројекта јесте управо макар делимично враћање Скопљу старог изгледа. Неке од зграда уништених у земљотресу, које су у плану да се поновно саграде или већ јесу саграђене, су Народно позориште, стара градска већница и грађевине на тврђави Кале.

## Критика
Одмах по почетку пројекта, одређене групе и политичке партије оцениле су Скопље 2014 као траћење новца у земљи са високом стопом незапослених и сиромаштва. Већина критичара верује да је циљ пројекта управо скретање пажње са стварних проблема у држави. Трошак целокупног пројекта процењује се на од 80 до 680 милиона евра.
Социјалдемократски савез Македоније, највећа опозициона партија, такође се противи пројекту и сматра да је права цена изградње споменика унутар пројекта могла коштати шест до десет пута мање него што је влада платила.
Такође се сматра да је пројекат дио владине политике „антиквизавције“, односно настојања да се Македонцима наметне нов идентитет античких Македонаца, на штету словенског. Претпоставља се да је почетак пројекта заправо одговор на непримање земље у НАТО, те на спор око имена с Грчком, чиме се на тај начин настоји извршити притисак на Грчку.

## Галерија зграда
- Музеј археологије
- Музеј македонске борбе
- Народно позориште
- Зграда Финансијске полиције и Министарства спољних послова
- Модерна реинтерпретација старе Народне банке

## Галерија споменика
- Споменик Јустинијану I
- Споменик цару Самуилу
- Славолук Македонија
- Споменик Ратник на коњу
- Споменик Гемиџијама
- Споменик Ћирилу и Методу
- Споменик Науму и Клименту Охридском
- Споменик Карпошу
- Споменик Гоце Делчева
- Споменик Даме Груева
- Споменик оснивачима ВМРО-а
- Споменик учесницима Првог заседања АСНОМ-а